# Котвица (футбольный клуб)
«Котвица» (пол. Miejski Klub Piłkarski
Kotwica Kołobrzeg) — польский футбольный клуб из Колобжега, основанный в 1946 году. В настоящее время выступает во Первой лиге.

## История названий
- 1946—1947 — Спортивный клуб «Колеяж-Балтык»
- 1948—1951 — Спортивный клуб «Колеяж»
- 1952—1956 — Спортивный клуб «Барка»
- 1952—1956 — Спортивный клуб «Будовлани»
- 1957—1958 — Спортивный клуб «Барка»
- 1958—1973 — Спортивный клуб «Котвица»
- 1974—1991 — Межпредпринимательский спортивный клуб «Котвица»
- 1992—1996 — Муниципальный спортивный клуб «Котвица»
- с 1997 г. — Муниципальный футбольный клуб «Котвица»

## История
Клуб был основан в 1946 году. Первоначально клуб являлся спортивным и в нём практиковался не только футбол, но и другие виды спорта. Состав команды формировался из работников порта города Колобжег.
Вскоре клуб получил название «Колеяж-Балтык» и стал управляться приморской железной дорогой. В 1948 году название команды сократилось и он стал называться «Колеяж».
В 1952 году команда перестала управляться железной дорогой и стала принадлежать исключительно городскому порту. Это повлекло за собой распад клуба на два.
Команда, принадлежащая порту, стала называться «Барка». Вторая команда — «Будовлани», стала управляться городским строительным предприятием, однако в 1956 году она прекратила свое существование.
«Барка» продолжала выступать в лиге воеводств и в 1958 году получила новое название — «Котвица» (с польского — «якорь»).
В 1997 году «Котвица» стал исключительно футбольным клубом и стал выступать в Третьей лиге Польши, иногда понижаясь в Четвёртую.
В сезоне 2008/2009 «Котвица» впервые принял участие во Второй лиге и занял 6-е место. Однако, клуб не получил лицензию на выступление в лиге на следующий сезон, поэтому был отправлен в Третью лигу.
В сезоне 2014/15 клуб вновь выступил во Второй лиге и покинул её два года спустя.
Однако, в сезоне 2021/22 команда вновь вернулась во Вторую лигу. В сезоне 2022/23
«Котвица» занял 3-е место и принял участие в плей-офф на повышение, однако уступил люблинскому «Мотору».
В сезоне 2023/24 клуб занял второе место во Второй лиге и повысился в Первую лигу.

## Стадион
Команда выступает на городском стадионе, вмещающем 3014 зрителей.